# Марашская епархия
Марашская епархия Киликийского патриархата Армянской Апостольской церкви (арм. Հայ Առաքելական եկեղեցու Կիլիկիայի պատրիարքության Մարաշի թեմ) — упразднённая после Геноцида армян 1915 года архиепископская епархия Армянской Апостольской церкви в составе Киликийского патриархата с центром в городе Мараш (сегодня город называется Кахраманмараш).
В юрисдикцию Марашской епархии входили территории Марашской, Албистанской и Базарджикской каз Османской империи. По данным на 1911 год количество верующих Армянской Апостольской церкви — 30.000, общин — 35, также верующих армян-протестантов — 3.500, верующих Армянской Католической церкви — 4.000. 
Епархия имела 24 церквей.